# Crepidorhopalon tanzanicus
Crepidorhopalon tanzanicus är en tvåhjärtbladig växtart som beskrevs av Eb. Fischer. Crepidorhopalon tanzanicus ingår i släktet Crepidorhopalon och familjen Linderniaceae. Inga underarter finns listade i Catalogue of Life.